# Zoran Ladicorbić
Zoran Ladicorbic (1947 en Serbie - ) est un couturier d'origine serbe vivant maintenant aux États-Unis.
Zoran est un couturier minimaliste qui ne s’est jamais laissé dérouter par la mode près du corps et les paillettes. Ses forces sont les volumes, la qualité extraordinaire des matières et le raffinement des couleurs.  

## Biographie
Il a fait ses études d’architecture à l’Université de Belgrade et ses débuts de styliste à Milan en Italie où il a lancé sa première collection Zoran en 1977.  
Son succès a été immédiat, surtout aux États-Unis, où il est vendu dans les grands magasins phares tels que Saks Fifth Avenue et Neiman Marcus. En 1972, Zoran a quitté Milan pour s’installer dans le quartier de TriBeCa à New York.

## Matières
Zoran sait choisir des matières qui à elles seules confèrent classe et élégance à qui les porte. 
Les collections jour sont faites de laines de Tasmanie, de cachemire, d’alpaca et de crêpe, remplacés en été par du lin, du coton et du taffetas. Le soir et pour les tenues de cérémonie, le satin, le voile, le taffetas ou le satin duchesse sont ses matières favorites. 

## Volumes
Les volumes de ses vêtements étoffent les femmes maigres et effacent les formes des plus rondes. 
Les finitions sont raffinées avec des tout petits ourlets finis à la perfection, parfois des pieds de col de grandeurs surprenantes, toujours des coupes réfléchies, simples et particulières. 
Aucun bouton ni aucune fermeture éclair ne se sont jamais vus dans une collection de Zoran.

## Couleurs
Bien que Zoran aime les coloris neutres tels que le blanc, le noir, le gris, le marine et les tons de sable, chaque saison est couronnée d’une couleur qui sort du rang. Un rouge flamboyant, un bleu lumineux, un vert d’eau, etc.

## Sources

### Livres
- Dizionario della Moda
- Watson, Linda, Twentieth Century Fashion: 100 years of style by decade & Designer, London
- Stegmeyer, Anne, Who's Who in Fashion´´, Third Edition, New York, 1996

### Articles
- Horyn, Cathy, Zoran, the Master of Deluxe Minimalism, Still Provokes, The New York Times, 10 avril 1999
- FTC Penalizes NYC's Zoran With Care Label, Fiber Violations, Discount Store News, 10 août 1998*
- Designer Agrees to Label Fine, WWD 27 juillet 1998
- Designing Dior - Who's Next?, WWD 16 juillet 1996
- Edelson, Sharon, Bendel's: The Limited Version, WWD 1er juillet 1996
- Giovannini, Joseph, Brilliant emptiness, House Beautiful (Londres) mars 1994